# Cryptachaea rapa
Cryptachaea rapa là một loài nhện trong họ Theridiidae.
Loài này thuộc chi Cryptachaea. Cryptachaea rapa được Herbert Walter Levi miêu tả năm 1963.